# حسين المسلم

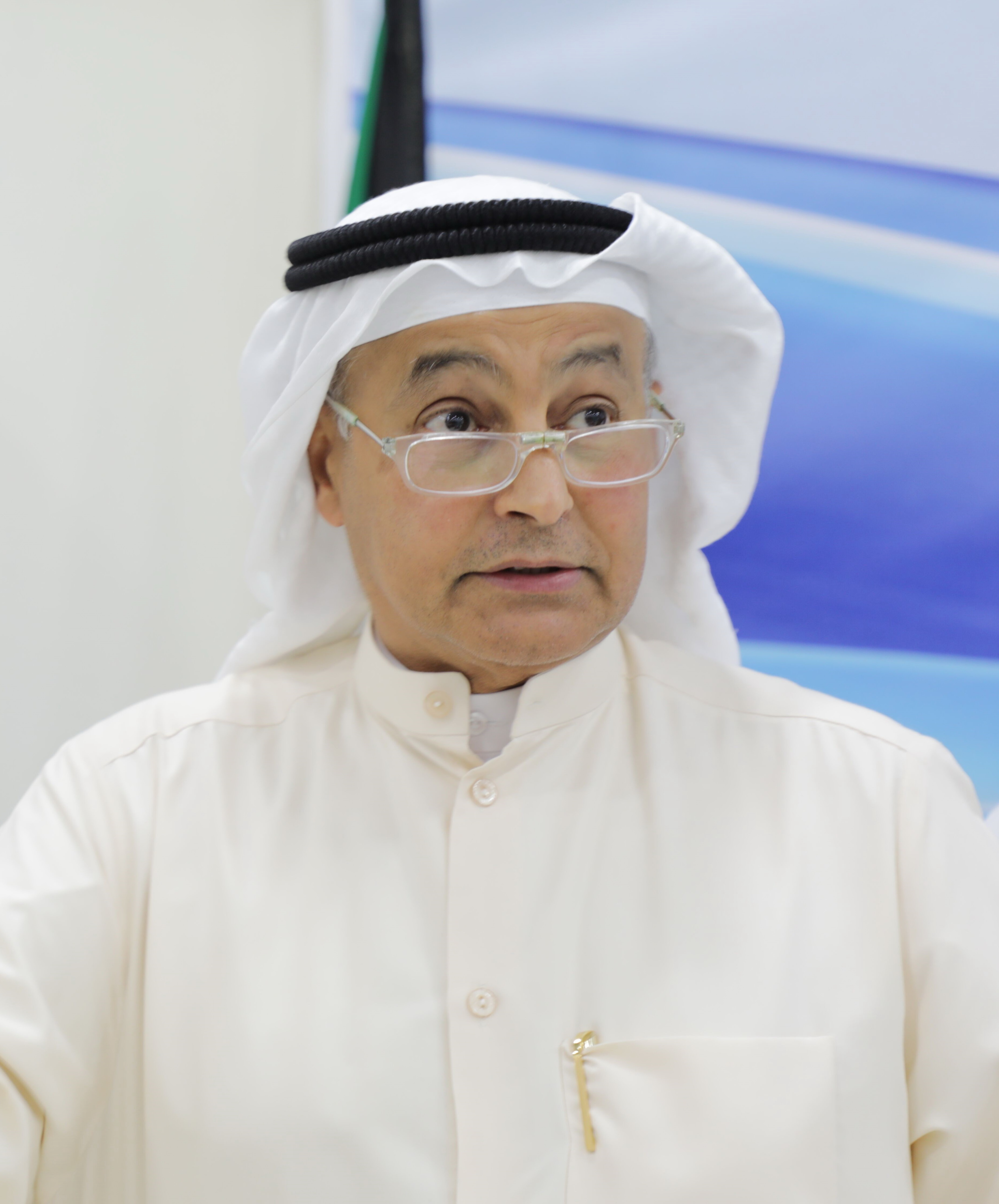
حسين المسلم

حسين المسلم رئيس الاتحاد الدولي للسباحة اعتبارًا من 2021، وهو أول رئيس للاتحاد من القارة الآسيوية وثاني عربي يتولى رئاسته بعد مصطفى العرفاوي، وهو عضو الاتحاد المحلي، والمدير العام للمجلس الأولمبي الآسيوي، وأمين السر العام للجنة الأولمبية الكويتية.
مثل الكويت كلاعب في منافسات السباحة، حيث شارك في دورات الألعاب العربية والآسيوية وبطولات العالم بين 1974 و1976، وانضم إلى المكتب التنفيذي للاتحاد الدولي للعبة للمرة الأولى عام 1996.